# 공무원법
공무원법(公務員法)은 공무원에 대한 사항을 규율하는 행정법이다. 국가공무원법, 경찰공무원법 등이 존재한다.

## 공무원관계의 발생, 변경, 소멸
1. 임명: 특정인에게 공무원으로서의 신분을 부여하여 공무원관계를 발생시키는 행위를 말한다.
2. 전보발령: 같은 직렬내에서 동일한 직급으로의 보직변경으로서, 외부적 효력을 갖니 않기 때문에 행정행위의 성격이 부인되고 내부행위로서 직무명령에 해당된다는 것이 일반적인 견해이다.
3. 직위해제: 공무원으로서 신분을 보유하면서 직무담임을 해제하는 행위이다.